# 弗朗索瓦·契克

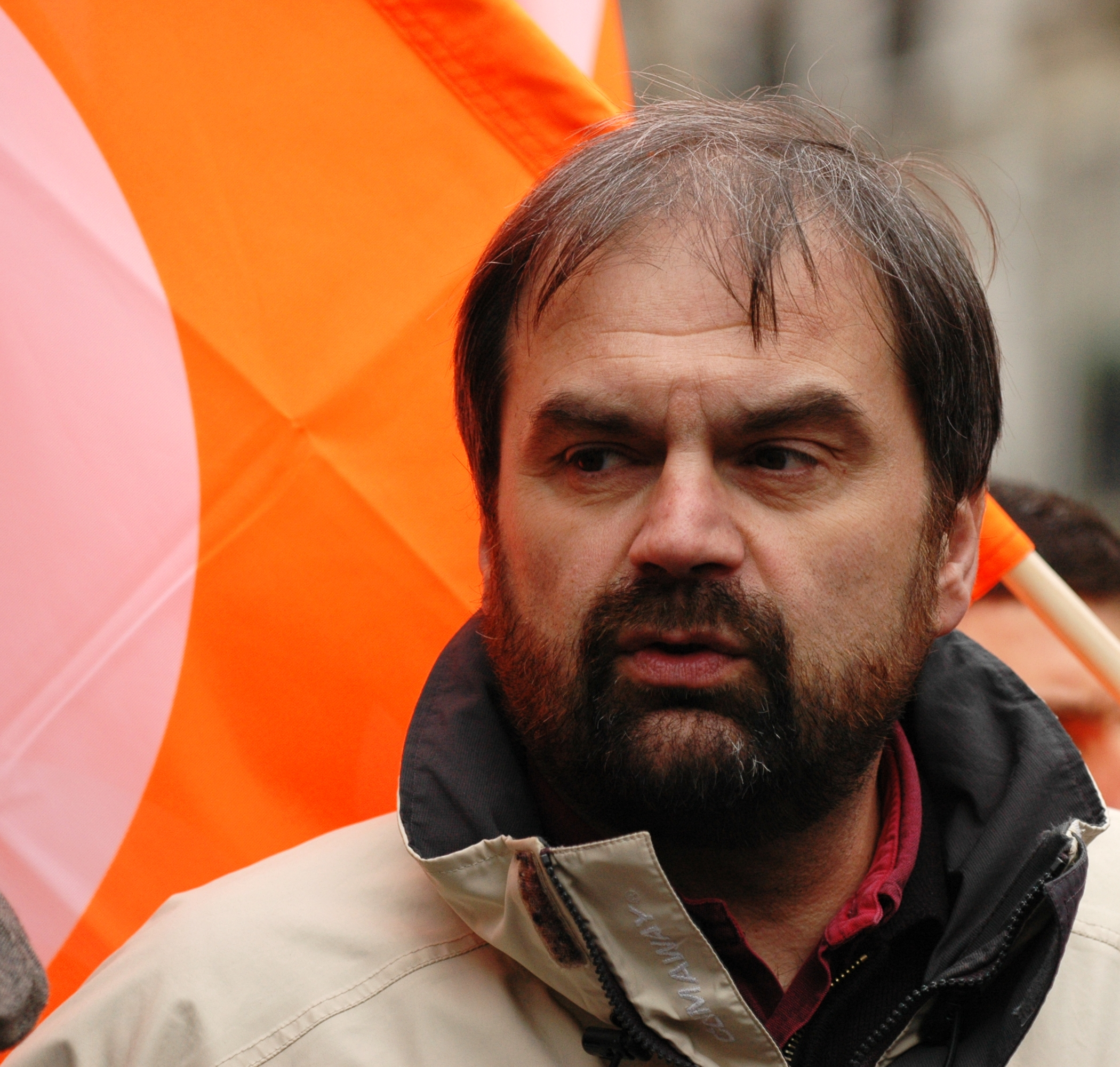
2006年3月的弗朗索瓦·契克

弗朗索瓦·契克（法語：François Chérèque，1956年6月1日—2017年1月2日），是一名法国工会领导人。
2002年至2012年, 他是法国工人力量总工会的贸易领导人。他出生在默尔特-摩泽尔省南希。2017年1月2日，死于白血病, 享年60岁。